# Mielec (gmina wiejska)
Mielec – gmina wiejska w województwie podkarpackim, w powiecie mieleckim. W latach 1975–1998 gmina położona była w województwie rzeszowskim.
Siedziba gminy to Mielec. Obszar gminy przedzielony jest południkowo przez miasto Mielec i rzekę Wisłokę.
Według danych z 31 grudnia 2021 gminę zamieszkiwało 13 343 osoby.

## Struktura powierzchni
Według danych z roku 2009 gmina Mielec ma obszar 122,72 km², w tym:
- użytki rolne: 52%
- użytki leśne: 40%

Gmina stanowi 13,93% powierzchni powiatu.

## Demografia

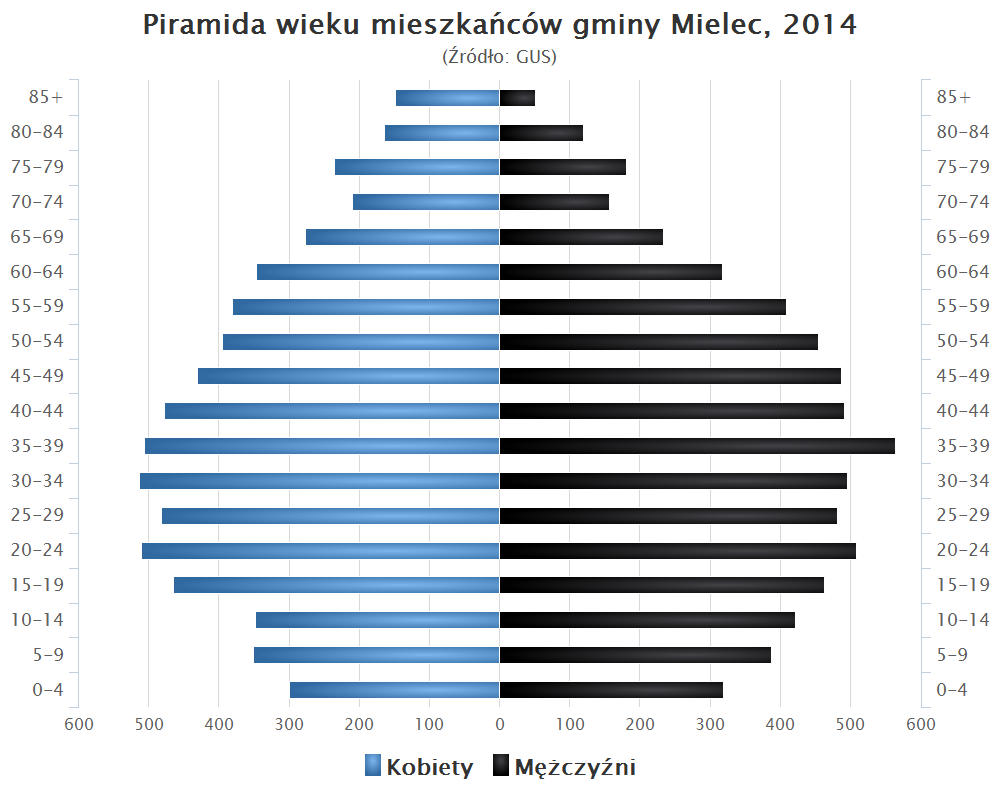
Piramida wieku mieszkańców gminy Mielec w 2014 roku

Dane z 31 grudnia 2021:
| Opis      | Ogółem | Ogółem | Kobiety | Kobiety | Mężczyźni | Mężczyźni |
| --------- | ------ | ------ | ------- | ------- | --------- | --------- |
| Jednostka | osób   | %      | osób    | %       | osób      | %         |
| Populacja | 13343  | 100    | 6691    | 50,15   | 6652      | 49,85     |

## Budżet
Rysunek 1.1 Dochody ogółem w Gminie Mielec w latach 1995–2010 (w zł)
| Wyszczególnienie               | J. m. | Rok         | Rok         | Rok         | Rok          | Rok          | Rok          | Rok          | Rok          | Rok          | Rok          | Rok          | Rok           | Rok           | Rok           | Rok           | Rok           |
| Wyszczególnienie               | J. m. | 1995        | 1996        | 1997        | 1998         | 1999         | 2000         | 2001         | 2002         | 2003         | 2004         | 2005         | 2006          | 2007          | 2008          | 2009          | 2010          |
| ------------------------------ | ----- | ----------- | ----------- | ----------- | ------------ | ------------ | ------------ | ------------ | ------------ | ------------ | ------------ | ------------ | ------------- | ------------- | ------------- | ------------- | ------------- |
| Dochody ogółem                 | zł    | 5 245 434,- | 6 447 578,- | 7 593 400,- | 10 153 549,- | 12 151 957,- | 12 698 142,- | 13 433 443,- | 15 641 149,- | 17 224 330,- | 18 126 456,- | 19 895 538,- | 22 459 921,85 | 24 130 294,48 | 26 178 318,35 | 27 002 291,63 | 43 893 021,66 |
| Znak                           | ±     | +           | –           | –           | –            | +            | +            | +            | –            | +            | –            | –            | –             | –             | +             | –             | +             |
| Deficyt/nadwyżka budżetowy(-a) | zł    | 187 951,-   | 137 403,-   | 103 562,-   | 420 927,-    | 150 403,-    | 2 358 646,-  | 766 042,-    | 748 475,-    | 932 448,-    | 600 486,-    | 728 758,-    | 139 499,16    | 982 711,97    | 2 292 690,15  | 633 233,15    | 2 267 478,15  |
| Znak                           | Σ     | =           | =           | =           | =            | =            | =            | =            | =            | =            | =            | =            | =             | =             | =             | =             | =             |
| Wydatki ogółem                 | zł    | 5 433 385,- | 6 310 175,- | 7 489 838,- | 9 732 622,-  | 12 302 360,- | 15 056 788,- | 14 199 485,- | 14 892 674,- | 18 156 778,- | 17 525 970,- | 19 166 780,- | 22 320 422,69 | 23 147 582,51 | 28 471 008,50 | 26 369 058,48 | 46 160 499,81 |

Rysunek 1.2 Wydatki ogółem w Gminie Mielec w latach 1995–2010 (w zł)

Według danych z roku 2010 średni dochód na mieszkańca wynosił 3 482,74 zł (tj. – stan na 31 XII; przy 3 486,89 zł w zestawieniu na 30 VI); jednocześnie średnie wydatki na mieszkańca kształtowały się na poziomie 3 662,66 zł (tj. – stan na 31 XII; przy 3 667,02 zł w zestawieniu na 30 VI).

## Sołectwa
Boża Wola, Chorzelów, Chrząstów, Goleszów, Książnice, Podleszany, Rydzów, Rzędzianowice, Szydłowiec, Trześń, Wola Chorzelowska, Wola Mielecka, Złotniki.

## Sąsiednie gminy
Borowa, Cmolas, Czermin, Gawłuszowice, Mielec (miasto), Niwiska, Przecław, Radomyśl Wielki, Tuszów Narodowy, Wadowice Górne

## Wójtowie gminy wiejskiej Mielec
- Władysław Ochalik (1990–2010)[7][8][9]
- Kazimierz Gacek (2010–2014)[10]
- Józef Piątek (2014–2024)[11][12]
- Krzysztof Węgrzyn (od 2024)[13]